# Fejes László (labdarúgó)
Fejes László (Szombathely, 1924. március 13. – 2013. április 15.) labdarúgó, csatár.

## Pályafutása
1948 és 1951 között a Bp. Dózsa labdarúgója volt. Az élvonalban 1948. november 28-án mutatkozott be a Kistext ellen, ahol csapata 3–1-es győzelmet aratott. Tagja volt az 1950-őszi és 1951-es bronzérmes csapatnak. 1952 és 1954 között a Sztálin Vasmű csapatában szerepelt. Az élvonalban összesen 100 alkalommal lépett a pályára és 37 gólt szerzett.

## Sikerei, díjai
- Magyar bajnokság
  - 3.: 1950-ősz, 1951